# Antonius van den Broek
Pour les articles homonymes, voir Van den Broek.
Antonius Johannes van den Broek (4 mai 1870, Zoetermeer - 25 octobre 1926, Bilthoven) est un physicien amateur néerlandais connu notamment pour avoir été le premier à établir un lien entre la place d'un élément dans le tableau périodique des éléments (notion qui sera liée plus tard au numéro atomique) avec la charge de son noyau atomique. Cette hypothèse a été publiée en 1911 et a inspiré le travail expérimental d'Henry Moseley, qui a démontré expérimentalement ce lien en 1913.

## Biographie
Van den Broek est le fils d'un notaire et est lui-même destiné à devenir notaire. Il suit des études à l'université de Leyde et à la Sorbonne à Paris, obtenant son diplôme en 1895 à Leyde. De 1895 à 1900, il officie en tant que juriste à La Haye. Après 1900, il étudie les mathématiques et l'économie à Berlin et Vienne. Toutefois, à partir de 1903, il se recentre sur la physique. Entre 1903 et 1911, il vit en France et en Allemagne. Il écrit la plupart de ses articles à Gorssel entre 1913 et 1916. Il se marie en 1906 avec Elisabeth Margaretha Mauve, avec qui il aura cinq enfants.

## Contribution scientifique
Il publie dans la revue Nature daté du 20 juillet 1911 sa théorie liant la charge du noyau atomique d'un élément atomique à sa place dans le tableau périodique des éléments. Cette publication a lieu juste un mois après que Rutherford ait publié ses résultats d'une expérience l'ayant amené à construire son modèle atomique, et montrant notamment l'existence de charges au sein du noyau atomique.
Toutefois, Rutherford pense que la charge du noyau était importante, il suggère que le noyau atomique est composé de plusieurs noyau d'hélium, chaque noyau atomique ayant une charge correspondant à la moitié de son poids atomique. Ceci donne une charge nucléaire quasiment identique à la masse atomique pour les petits atomes, avec quelques exceptions à cette règle, notamment pour l'or : Rutherford trouve une charge pour l'or d'environ 100 unités, ce qui est proche de son poids atomique. Cependant, l'or possède un numéro atomique de 79. Toutefois, Rutherford ne lie pas le nombre de charge dans le noyau atomique avec la place dans le tableau périodique des éléments.
À cette époque, la plupart des physiciens pensent que la notion de numéro atomique n'est pas une propriété physique. Il faudra attendre les travaux d'Henry Moseley sur le modèle atomique de Bohr, avec l'idée de vérifier la théorie de Van den Broek, pour que le numéro atomique soit considéré comme une propriété physique mesurable, en étant relié à la charge du noyau.

## Référence
- (en) Cet article est partiellement ou en totalité issu de l’article de Wikipédia en anglais intitulé « Antonius Van den Broek » (voir la liste des auteurs).